# B 4 (materiał wybuchowy)
B 4 – włoski materiał wybuchowy. Mieszanina 60-70% trinitroanizolu i 30-40% aluminium.